# Batolit
Batolit (iz starogrškega βάθος [báthos] -  globina in λίθος líthos - kamnen)  je velika magmatska globočnina nepravilne oglike, ki se proti dnu širi. Nastala je z ohlajevanjem in kristaljenjem magme pod Zemljino površino in po definiciji meri najmanj 100 km2, čeprav je večina njih večja in meri tudi nekaj deset tisoč kvadratnih kilometrov. Tvorba praviloma ni rezultat enega samega vdora magme, ampak več zaporednih vdorov in je skoraj vedno sestavljena iz felzičnih ali vmesnih kamnin kot so granit, kremenov monzonit in diorit.

## Nastanek
Čeprav so batoliti navidezno enolični, so v resnici tvorbe z zapleteno zgodovino in sestavo.  Zgrajeni so iz mnogovrstnih masivnih teles magmatskih kamnin različnih velikosti, ki se lahko po starosti, sestavi in strukturi razlikujejo od obdajajočih kamnin. Posamezna telesa so izkristalila iz magme, ki je prodrla proti površini iz področja delnega taljenja pri dnu Zemljine skorje. 
Za batolite prevladuje mnenje, da so nastali z dvigovanjem relativno redko tekoče magme v velikih diapirjih. Ker so diapirji tekoči in zelo vroči, se poskušajo dvigniti skozi okoliške kamnine, tako da jih odrinejo na stran in delno stalijo. Večina diapirjev ne doseže Zemljine površine in ne ustvari ognjenikov, ampak se počasi ustavi, ohladi in strdi, običajno na globini od 5 do 30 km. Batoliti lahko nastanejo tudi z združevanjem več manjših magmatskih teles ki se dvigujejo proti površini kot dajki. 
Nekateri batoliti so ogromni in povezani s preteklimi in sedanjimi konvergentnimi stiki tektonskih plošč in drugimi viri toplote nekaj sto kilometrov globoko v Zemljini skorji. Takšen je na primer granitni batolit Sierra Nevada v Kaliforniji, ki tvori večino gorovja Sierra Nevada. Še večji batolit je vulkansko področje Coast Range Arc na zahodnem robu ameriške plošče, ki je dolg približno 1.800 km in se razteza od severnega Washingtona preko Britanske Kolumbije v Kanadi do jugozahodnega Yukona na jugovzhodni Aljaski.

## Erozija
Večina batolitov je vidna na Zemljini površini kot izdanek s površino večjo od 100 km2. Izdanki so nastali z erozijo in popolno odstranitvijo prekrivnih kamnin, ki je trajala od nekaj deset do več sto milijonov let in jo pospešuje dvigovanje kontinentov. 
Batoliti so na Zemljini površini izpostavljeni mnogo manjšim tlakom kot v okolju, v katerem so nastali. Njihova prostornina se zato počasi in stalno povečuje in zgornji sloji kamnine se odluščijo. Proces pospešuje delovanje ledu. Odluščene plošče so relativno tanke in izbočene, kar je lepo vidno tudi na vrhu batolita Half Dome v narodnem parku Yosemite. 

## Seznam batolitov

### Evropa
- Leinster (Irska)[3]
- Cornwall (Velika Britanija)
- Ljusdal (Švedska)
- Mont Louis (Andora)[4]

### Severna Amerika
- Britanski Deviški otoki
- Chambers-Strathy (severovzhodni Ontario, Kanada)
- Enchanted Rock (Teksas, ZDA)
- Golden Horn (Washington, ZDA)
- Idaho
- Sierra Nevada (Kalifornija, ZDA)
- South Mountain (Nova Škotska, Kanada)
- Polotoški batolit (Kalifornija, ZDA)
- Stone Mountain (Georgia, ZDA)

### Oceanija
- Moruya (Novi Južni Wales, Avstralija)
- Medijski batolit (Nova Zelandija)

### Južna Amerika
- Obalni batolit (Peru)
- Cordillera Blanca (Peru)
- Panguipulli (Čile)
- Severni in južni patagonski batolit (Patagonija, Argentina)

### Azija
- Transhimalajski batolit (Himalaja)
- Karakorum (Pakistan, Indija, Kitajska)